# Annette Garant
Pour les articles homonymes, voir Garant.
Annette Garant est une actrice québécoise née le 10 juin 1959 à Chicoutimi,.

## Filmographie

### Cinéma
- 1993 : Matusalem : Évelyne Monbars
- 1994 : Louis 19, le roi des ondes (Reality Show) : Fonctionnaire fumeur
- 2002 : La Mystérieuse mademoiselle C. : madame Michaud
- 2003 : Sur le seuil : Nicole, infirmière
- 2005 : Aurore : religieuse
- 2007 : Steak : la maman de Laura la punk

### Télévision
- 1986 : Lance et compte : Maryse Couture
- 1988 : Lance et compte : Deuxième saison : Maryse Couture
- 1989 : La Misère des riches
- 1989 : Lance et compte : Troisième saison : Maryse Couture
- 1989 : Cruising Bar : vendeuse
- 1990 : Desjardins : Dorimène adulte
- 1990 : L'Or et le Papier : Suzanne Lavallée
- 1992 : Montréal P.Q.
- 1994 : Craque la vie! : Nina Jean
- 1994 : Les grands procès (série télévisée) : veuve Chapdeleine
- 1995 : Les Machos : Diane Legris
- 1996 : Urgence ("Urgence") : madame Saucier
- 1997 : Lobby
- 1997 : Diva : Sophie Deslauriers
- 2000 : Quadra
- 2001 : Mon meilleur ennemi : enquêteuse
- 2001 : Cauchemar d’amour : Nadia
- 2002 : Le Dernier chapitre: La Suite : Johanne Lavigne
- 2004 : Le Bleu du ciel : Mélaurie Fraser-Bastarache
- 2012 : O' : Madeleine